# Telavivská univerzita
Telavivská univerzita (hebrejsky אוניברסיטת תל אביב; anglicky Tel Aviv University, TAU) je největší izraelská univerzita uznávaná a proslulá v oblastech výzkumu fyziky, počítačových technologií, lingvistiky a chemie. Časopis Times ji zařadil mezi 200 nejlepších univerzit na světě, kde se v žebříčku umístila na 151. místě. Založena byla v roce 1956 a v současné době se na ní nachází 9 fakult, 106 kateder a 90 výzkumných pracovišť.

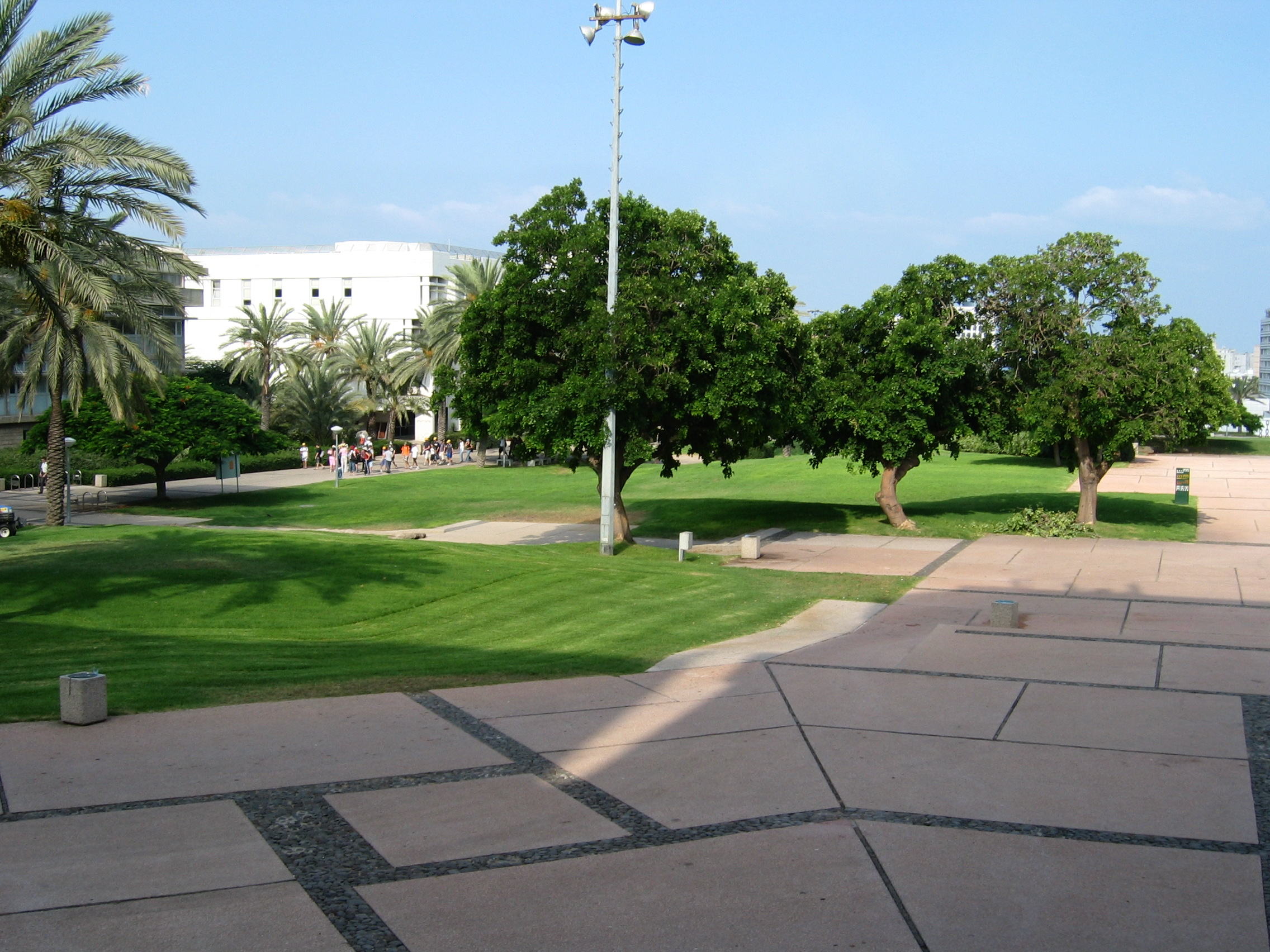
Univerzitní park v Ramat Avivu
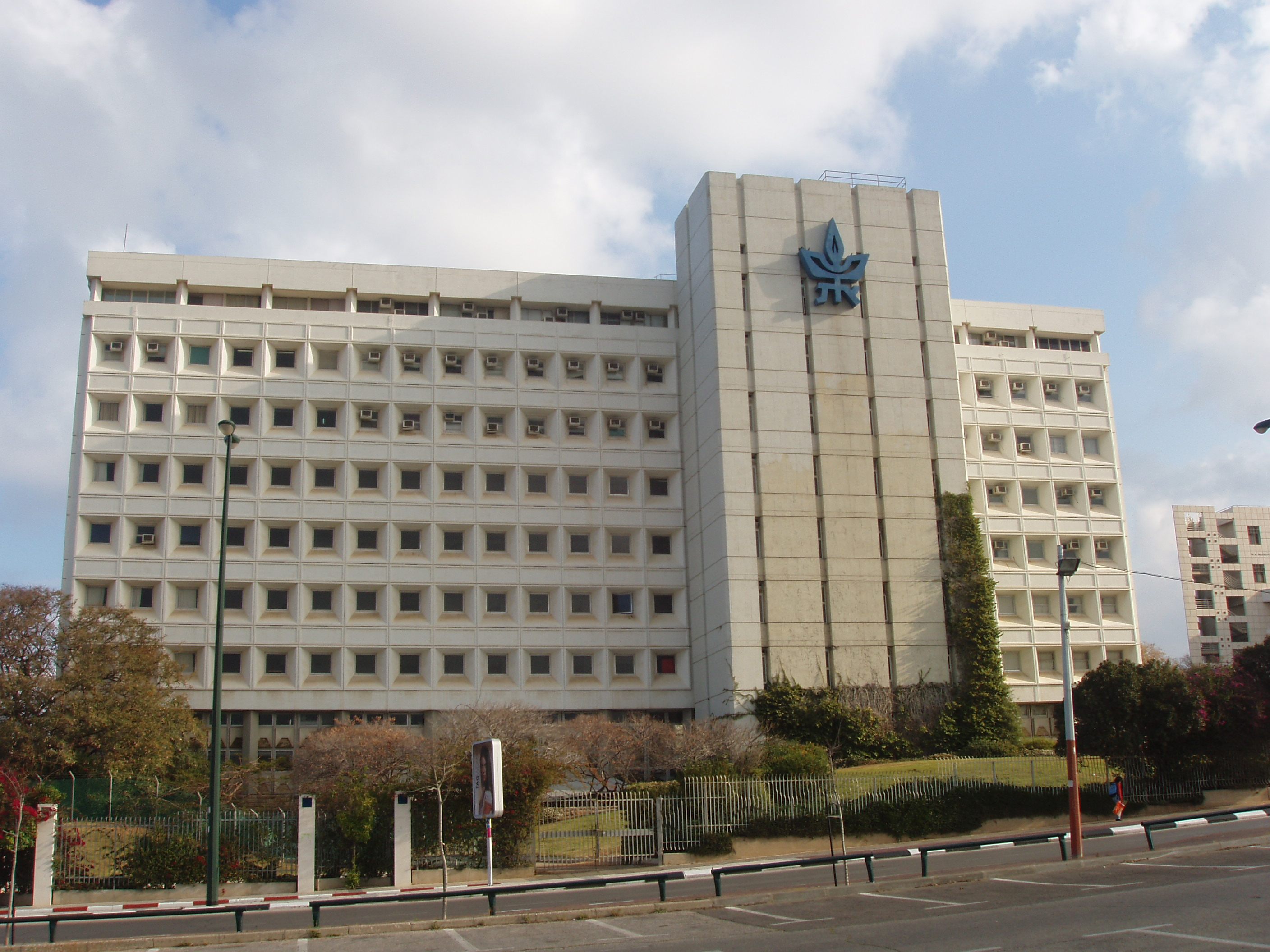
Naftaliho budova Telavivské univerzity
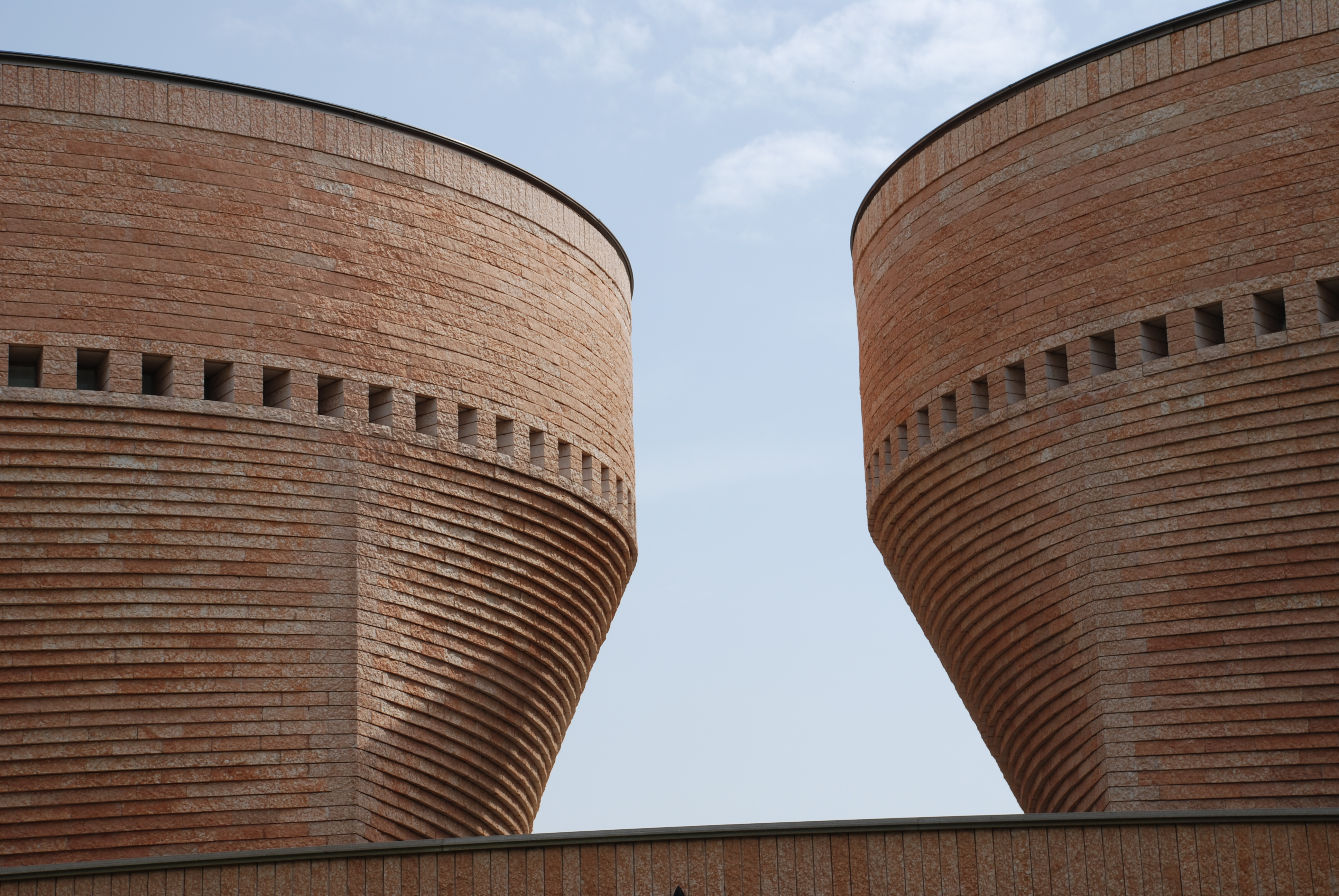
Synagoga Cymbalista
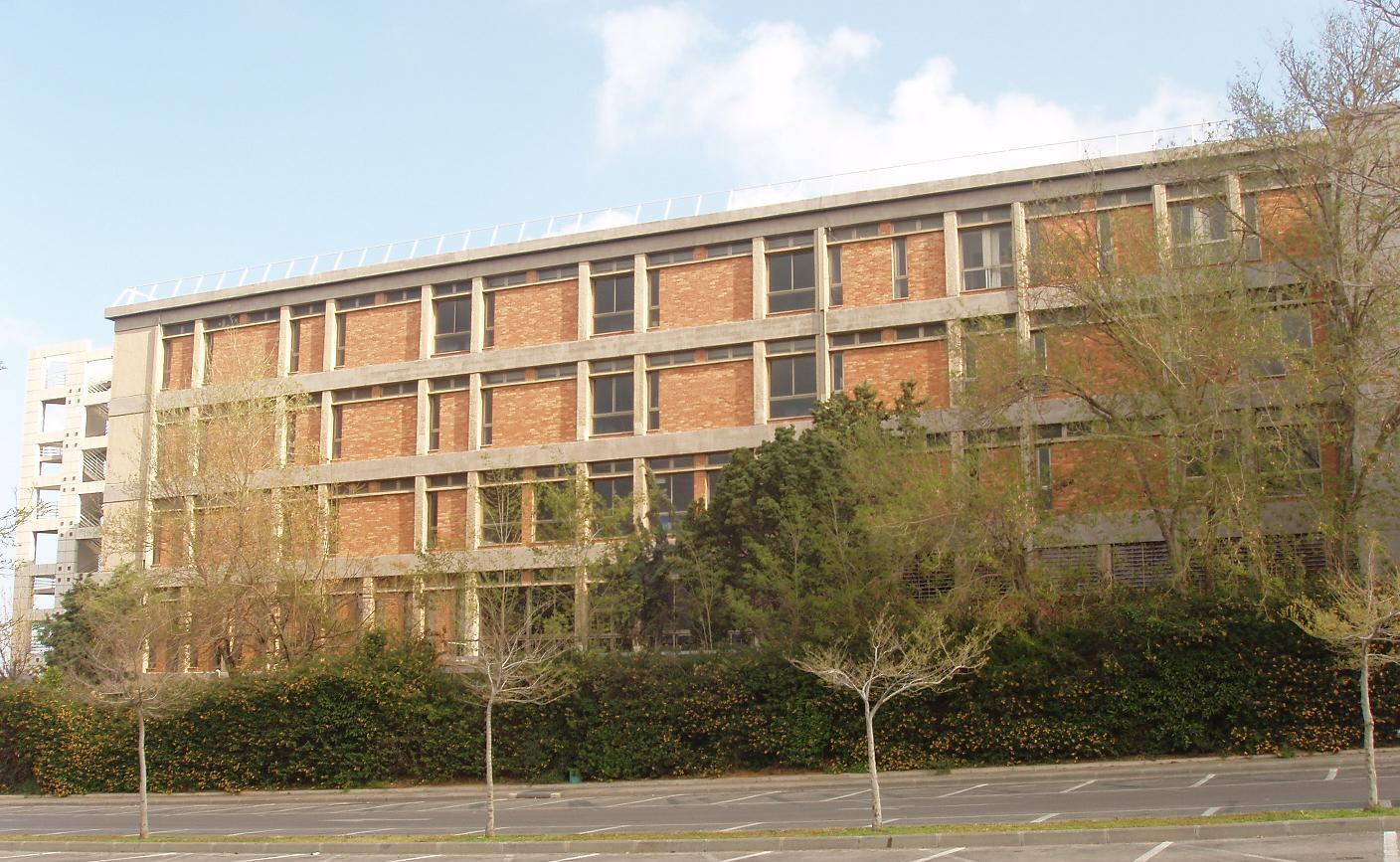
Právnická fakulta

## Slavní absolventi
- Omer Bartov (* 1954), izraelsko-americký historik, se zaměřením na holokaust a genocidu
- Etgar Keret (* 1967), izraelský spisovatel
- Ilan Ramon (1954–2003), bojový pilot Izraelského vojenského letectva, první izraelský kosmonaut a izraelský národní hrdina
- Ghil'ad Zuckermann (* 1971), jazykovědec, hebraista, profesor lingvistiky a ohrožených jazyků na univerzitě v Adelaide v Austrálii